# American-Airlines-Flug 476
Der American-Airlines-Flug 476 (Flugnummer: AA476, Funkrufzeichen: AMERICAN 476) war ein Inlandslinienflug der American Airlines von Tulsa in Oklahoma zum LaGuardia Airport in New York City mit Zwischenstopps in Joplin, Springfield und Saint Louis (jeweils Missouri). Auf dem Flug verunglückte am 4. August 1955 eine Convair CV-240 bei Fort Leonard Wood, Missouri, nachdem infolge eines fortschreitenden Brandes eine Tragfläche abriss und die Maschine außer Kontrolle geriet und abstürzte. Bei dem Unfall kamen alle 30 Menschen an Bord ums Leben. 

## Maschine
Bei der verunglückten Maschine handelte es sich um eine 1948 gebaute Convair CV-240-0 mit der Modellseriennummer 40, welche am 23. März 1948 an die American Airlines ausgeliefert und durch diese mit dem Luftfahrzeugkennzeichen N94221 und dem Taufnamen Flagship Philadelphia in Betrieb genommen wurde. Das zweimotorige Kurzstreckenflugzeug war mit zwei Sternmotoren des Typs Pratt & Whitney R-2800 83AM4A Double Wasp ausgerüstet. Bis zum Zeitpunkt des Unfalls hatte die Maschine eine Gesamtbetriebsleistung von 14.865 Betriebsstunden absolviert.

## Insassen
Den Flug auf dem Flugabschnitt von Springfield nach St. Louis hatten 27 Passagiere angetreten. Es befand sich eine dreiköpfige Besatzung an Bord, bestehend aus einem Flugkapitän, einem Ersten Offizier und einer Flugbegleiterin:
- Der 45-jährige Flugkapitän Hugh C. Barron gehörte dem Unternehmen seit dem 1. September 1942 an und wurde am 24. September 1945 zum Flugkapitän befördert. Von seinen 15.540 Stunden Flugerfahrung hatte er 5.000 in Maschinen des Typs Convair CV-240 abgeleistet.
- Der 35-jährige Erste Offizier William G. Gates wurde am 31. Juli 1944 durch die American Airlines eingestellt und bis zum 27. Oktober 1944 zum Ersten Offizier fortgebildet. Gates verfügte über 8.500 Stunden Flugerfahrung, wovon 2.500 Stunden auf die Convair CV-240 entfielen.
- Die 21-jährige Flugbegleiterin Thelma R. Ballard gehörte seit dem 21. Mai 1955 der American Airlines an.

## Unfallhergang
Die Maschine hob am Unfalltag um 10:06 Uhr mit acht Passagieren und drei Besatzungsmitgliedern an Bord in Tulsa ab. Es erfolgten Zwischenlandungen in Joplin und Springfield. In Springfield stiegen zwei Passagiere aus und 21 zu. Um 11:53 Uhr hob die Maschine zum Weiterflug nach St. Louis ab. Der Flug war bis dahin ohne besondere Vorkommnisse verlaufen. Um 12:17 Uhr versuchte die Besatzung über Funk Hilfe zu erbitten. Die Zentrale von American Airlines am Springfield Airport versuchte daraufhin, mit der Besatzung Funkkontakt aufzunehmen, erhielt jedoch keine Antwort. Drei Minuten später empfingen die Zentrale von American Airlines am St. Louis Airport sowie zwei im Flug befindliche Maschinen der American Airlines einen Funkspruch, in dem die Piloten der Convair mitteilten, dass ein Triebwerk der Maschine erheblich brannte. Dies war der letzte Funkspruch, der von der Maschine empfangen wurde. Zahlreiche Augenzeugen entlang der Flugstrecke der Maschine beobachteten anschließend, wie im Flug Rauch und Flammen aus dem rechten Triebwerk der Convair schlugen. Der Kapitän kehrte zur Fort Leonard Wood-Forney-Basis der US Air Force um, um eine Notlandung auf der dortigen Landebahn 14 durchzuführen. Die Maschine schlug einen Kilometer vor der Landebahn in einem Waldstück auf und brannte aus. Alle 30 Insassen kamen ums Leben.

## Ursache
Das Civil Aeronautics Board übernahm nach dem Unfall die Ermittlungen zur Absturzursache. Der Abschlussbericht wurde am 7. Dezember 1955 veröffentlicht. Die Ermittler konnten feststellen, dass die Maschine abgestürzt war, nachdem kurz vor der Landebahn die rechte Tragfläche abgebrochen war. Hierzu sei es gekommen, nachdem die Tragflächenstruktur durch den Brand erheblich geschwächt worden war. Auslöser des Triebwerksbrandes sei der Einbau eines bereits defekten Zylinders in den Motor am Tag vor dem Unfall gewesen. Als er sich durch einen Ermüdungsriss zerlegte, habe der defekte Zylinder einen Treibstoffverteiler zerrissen. Das Feuer sei derart heftig gewesen, dass die aktivierte Feuerlöschanlage weitgehend wirkungslos blieb.